# Coimbra-Gruppe
Die Coimbra-Gruppe (CG) ist ein 1985 gegründetes Netzwerk von zurzeit 39 europäischen Universitäten. Der rechtliche Status der Gruppe ist der einer Vereinigung ohne Gewinnerzielungsabsicht (asbl) nach belgischem Recht.  Vertreten wird die Gruppe durch die Generalversammlung. Die Gruppe hat ihren Sitz in Brüssel, dem Haupt-Verwaltungszentrum der Europäischen Union.
Einflussreicher ist die elitäre League of European Research Universities (LERU) mit 23 Mitgliedern, breiter aufgestellt die European University Association (EUA) mit rund 850 Mitgliedern. Daneben gibt es weitere universitäre Lobby-Organisationen.
Die Gruppe nennt sich nach der portugiesischen Stadt Coimbra, deren Universität bereits 1290 gegründet wurde.

## Eigensicht
Die Gruppe versteht sich als Organisation traditionsreicher, europäischer, multidisziplinärer Universitäten von hohem internationalem Format.
Der satzungsgemäße Zweck der Organisation ist das Schaffen akademischer und kultureller Verbindungen zum Vorteil aller Mitglieder sowie Internationalisierung und akademische Zusammenarbeit. Das Streben nach Exzellenz in Lehre und Forschung und Dienst an der Gesellschaft im Allgemeinen eint die Mitglieder.
Ein Ziel ist ein reger Gedankenaustausch. Weiteres Ziel der Gruppe ist der gemeinsame Einfluss auf Bildungspolitik auf nationaler und europäischer Ebene.

## Mitglieder
Die 19 Gründungsmitglieder sind mit einem Stern markiert.
| Belgien - Katholieke Universiteit Leuven - Université catholique de Louvain* Dänemark - Universität Aarhus* Deutschland - Ruprecht-Karls-Universität Heidelberg* - Universität zu Köln - Friedrich-Schiller-Universität Jena - Julius-Maximilians-Universität Würzburg* Estland - Universität Tartu Finnland - Åbo Akademi, Turku - Universität Turku Frankreich - Universität Montpellier - Universität Poitiers* Irland - Trinity College (Dublin)* - National University of Ireland, Galway* Italien - Universität Bologna* - Universität Padua - Universität Pavia* - Universität Siena* Litauen - Vilniaus universitetas Niederlande - Reichsuniversität Groningen - Universität Leiden* |  | Norwegen - Universität Bergen Österreich - Karl-Franzens-Universität Graz Polen - Jagiellonen-Universität Krakau Portugal - Universität Coimbra* Rumänien - Universität Alexandru Ioan Cuza Iași Schweden - Universität Uppsala Schweiz - Universität Genf Spanien - Universität Barcelona - Universität Granada* - Universität Salamanca* Tschechien - Karls-Universität Prag Türkei - Universität Istanbul Ungarn - Loránd-Eötvös-Universität, Budapest Vereinigtes Königreich - Universität Bristol - Universität Durham - Universität Edinburgh* |

### Ehemalige Mitglieder
Deutschland
- Georg-August-Universität Göttingen*[6]

 Frankreich
- Universität Caen*
- Universität Lyon[7]

 Griechenland
- Aristoteles-Universität Thessaloniki*

 Vereinigtes Königreich
- University of Cambridge[7]
- University of Oxford*

 Russland
- Staatliche Universität Sankt Petersburg